# Зеґані (Местійський муніципалітет)
Зеґані (груз. ზეგანი) — село в Грузії.
За даними перепису населення 2014 року в селі проживає 79 осіб.